# Coachella Valley Firebirds
Coachella Valley Firebirds je profesionální americký klub ledního hokeje, hrající v pacifické divizi západní konference American Hockey League.
Sídlí v Thousand Palms, satelitním městě mezi letovisky Palm Springs a Palm Desert v kalifornském okrese Riverside. Zároveň se nachází v údolí Coachella Valley, odkud přebírá jméno. Je vlastněn organizací Seattle Kraken a funguje jako jejich farmářský klub, za tímto účelem byl před sezónou 2022/2023 založen. Původně měl začít hrát v předcházejícím ročníku, což kvůli průtahům se stavbou stadionu nebylo možné. Své domácí zápasy odehrává v multifunkční hale Acrisure Arena, která byla otevřena v průběhu jejich první sezóny a v hokejové konfiguraci pojme 9 918 diváků. Jejich klubovými barvami jsou rumělková, oranžová, tmavě modrá a bledě modrá. Prvním trenérem byl Dan Bylsma, kterého v květnu 2024, po dvou sezónách s Firebirds, Seattle Kraken zvolil jako náhradu za Davea Hakstola pro sezónu 2024/2025.

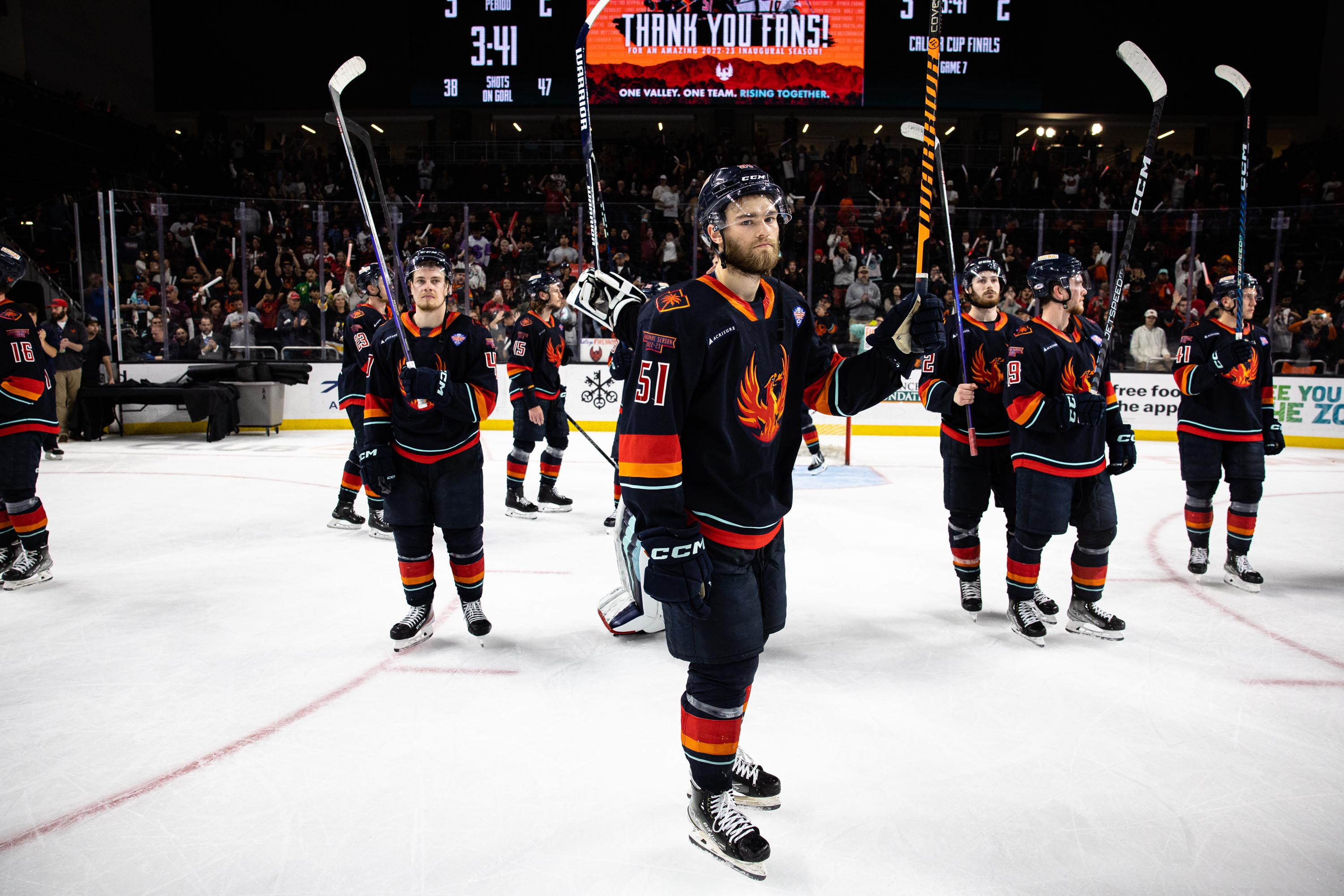
Hokejisté Firebirds děkují fanouškům po prohraném domácím 7. zápasu finále Calder Cupu, 2023

Ve své první i druhé sezóně klub v základní části skončil druhý a v play off Calderova poháru došel do finále, ve kterém prohrál s Hershey Bears 3:4, respektive 2:4 na zápasy.

## Umístění v jednotlivých sezonách
Legenda: Z – zápasy, V – výhry, P – porážky, PP – porážky v prodloužení či na samostatné nájezdy, VG – vstřelené góly, OG – obdržené góly, B – body
| USA / Kanada (2022– ) |                        |        |    |    |    |    |     |     |     |                 |
| Sezóna                | Liga                   | Úroveň | Z  | V  | P  | PP | VG  | OG  | B   | Pozice v divizi |
| 2022/23               | AHL (Pacifická Divize) | 2      | 72 | 48 | 17 | 7  | 257 | 194 | 103 | 2.              |
| 2023/24               | AHL (Pacifická Divize) | 2      | 72 | 46 | 15 | 11 | 252 | 182 | 103 | 1.              |
| 2024/25               | AHL (Pacifická Divize) | 2      | 72 | 37 | 25 | 10 | 225 | 205 | 84  | 4.              |

### Play off AHL
| Rok     | Předkolo             | Semifinále divize        | Finále divize        | Finále konference      | Finále Calder Cupu    |
| ------- | -------------------- | ------------------------ | -------------------- | ---------------------- | --------------------- |
| 2022/23 | postup, 2–1, Tucson  | postup, 3–2, Colorado    | postup, 2–3, Calgary | postup, 4–2, Milwaukee | porážka, 3–4, Hershey |
| 2023/24 | –                    | postup, 3–1, Calgary     | postup, 3–0, Ontario | postup, 4–1, Milwaukee | porážka, 2–4, Hershey |
| 2024/25 | postup, 2–0, Calgary | porážka, 1–3, Abbotsford | –                    | –                      | –                     |